# 兵庫民報
兵庫民報（ひょうごみんぽう）は、日本共産党の兵庫県委員会が月4回発行する機関紙。兵庫県内の日本共産党や同党と協調する団体の活動、兵庫県政の諸問題を報道している。定価（税込み）は1カ月300円（1部80円）で送料月167円。

## 発行日
- 第1日曜日
- 第2日曜日
- 第3日曜日
- 第4日曜日